# Ravensara
Ravensara is een botanische naam voor een geslacht uit de laurierfamilie dat ooit erkend werd voor boomsoorten in het midden en oosten van Madagaskar en op de Comoren. Tegenwoordig worden deze soorten ingedeeld in Cryptocarya.
De Latijnse benaming Ravensara is afkomstig van de Malagassische naam Ravintsara. Deze naam betekent "goede bladeren voor u".